# محمد بن محمد الفولاني الكشواني
كان محمد بن محمد الفولاني الكشواني عالم رياضيات فولاني في أوائل القرن الثامن عشر، وعالم فلك، وصوفي، ومنجم من كاتسينا، شمال نيجيريا حالياً.
درس الكشواني في مئذنة غوبراو في كاتسينا قبل أن يغادر إلى القاهرة، مصر في عام 1732، حيث نشر باللغة العربية عملاً بعنوان «أطروحة عن الاستخدام السحري للحروف الأبجدية» وهي مخطوطة علمية رياضية لعمليات بناء الساحات السحرية حتى الترتيب رقم 11. كما كتب كلمات تشجيع للقارئ:
لا تستسلم، هذا هو الجهل وليس وفقا لقواعد هذا الفن... مثل الحبيب، لا يمكنك أن تأمل في تحقيق النجاح دون المثابرة اللانهائية.
توفي الكشواني في القاهرة، مصر عام 1741. كان في الـ42 من عمره.